# Banisia
Banisia är ett släkte av fjärilar. Banisia ingår i familjen Thyrididae.

## Bildgalleri

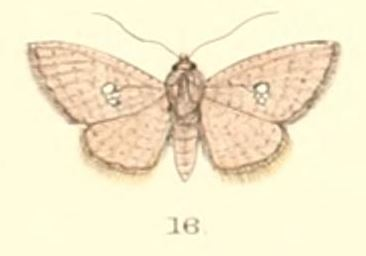

## Dottertaxa tillBanisia, i alfabetisk ordning[1]
- Banisia aldabrana
- Banisia angulata
- Banisia anthina
- Banisia antiopa
- Banisia apicale
- Banisia argutula
- Banisia astra
- Banisia barbatula
- Banisia clathrula
- Banisia coeca
- Banisia cognata
- Banisia composita
- Banisia extravagans
- Banisia fenestratalis
- Banisia fenestrifera
- Banisia flavalis
- Banisia flavidiscalis
- Banisia fuliginea
- Banisia furva
- Banisia hyaena
- Banisia idalialis
- Banisia inoptata
- Banisia insignifica
- Banisia intonsa
- Banisia iota
- Banisia joccatia
- Banisia lithophora
- Banisia lobata
- Banisia messoria
- Banisia minuta
- Banisia myrsusalis
- Banisia myrtaea
- Banisia orcina
- Banisia owadai
- Banisia ovifera
- Banisia pityos
- Banisia placida
- Banisia plagifera
- Banisia strigigrapha
- Banisia tibiale
- Banisia venustula
- Banisia whalleyi
- Banisia zamia